# Shehkholen Kipgen
Shehkholen Kipgen es und diplomático, indio retirado.
- Shehkholen Kipgen es hijo de Thangkhopao Kipgen (* 03 de marzo de 1945; † 03 de marzo de 2005).[1]
- De 1985 a 1987 fue Encargado de Negocios en la Alta Comisión en Canberra.
- De 1991 al 14 de septiembre de 1994 fue embajador en Pionyang.
- Del 14 de septiembre de 1994 al 14 de mayo de 1998 fue Alto Comisionado en Harare.
- Del 14 de mayo de 1998 al 11 de marzo de 2002 fue Alto Comisionado en Wellington y primer Alto Comisionado noresidential en Avarua (Islas Cook).
- El  12 de mayo de 1998 Don McKinnon le citó al en:Department of Foreign Affairs and Trade (Australia) en Wellington para llevar el protesta del gobierno ante los pruebas nukleares de la India la en:Pokhran-II.[2]
- Del 10 de junio de 2002 a 2005 fue embajador en Kiev.[3]